# 多肉鯨鯰
多肉鯨鯰，為輻鰭魚綱鯰形目鯨形鯰科的其中一種，分布於南美洲巴西Tocantins河流域，體長可達6.9公分，棲息在底中層水域，屬肉食性，生活習性不明。

## 擴展閱讀
維基物種上的相關：多肉鯨鯰